# ورونیکا هارت
ورونیکا هارت (انگلیسی: Veronica Hart؛ زاده ۲۷ اکتبر ۱۹۵۶) یک بازیگر پورنوگرافی اهل ایالات متحده آمریکا است.